# Gamut
Gamut (på dansk: farvespektrum eller farveskala) betegner et givent apparats evne til at vise et gennemsnitlig menneskes måde at opfatte farver på. Inden for den grafiske branche bruges gamut til at beskrive hvordan en skærm, en printer, en skanner, et kamera eller en trykkerimaskine frembringer farver i forhold til hinanden, samt hvor stort et farveområde de hver især kan frembringe.
En computerskærms farverum skabes gennem addition af farver (f.eks. rød, grøn og blå) og har samtidig en fiktiv temperatur, som står for et sortlegemes nødvendige temperatur for at kunne frembringe det tilsvarende farveindtryk. Alle farver kan anvendes i sammenlægningen (additionen), men typisk anvendes farver som ligger så langt som muligt fra hinanden i menneskets gamut – og som er lysstærke set med menneskets øjne – sidst men ikke mindst skal man have noget der kan lave farven effektivt; f.eks. lysdioder, lysstofrørs fosforfarver eller laserstråler. 
En printer og trykkerimaskine farver dannes gennem subtraktion af farvekurver (f.eks. cyan, magenta, gul og ofte sort). Med subtraktive farver menes farver dannet under belysning med hvidligt lysindtryk og filtreret efter refleksion af farvepigmenter. Farvepigmenters lysfilterfunktion danner farven ved at absorbere alt synligt lys, undtagen pigmentets farvekurve.
Det er ikke muligt frembringe farver fra hele det menneske synlige farvespektrum fra nogen af disse maskiner, og gamut er ofte forskudt i forhold til hinanden. Printeren kan eksempelvis være stærk i de rødlige nuancer hvor skærmen er stærkest i de blå.